# 豚骨ピストンズ
豚骨ピストンズ（とんこつピストンズ）は福岡市博多区出身のロックバンド。

## 概要
1998年、えいちゃん・ヒロシ・ほりが高校在学中に前身となるバンド「ザ・パーマネンツ」を結成。高校卒業と共に解散し、その後2004年に「THE SEXY PISTONS」を結成。後にヒロシの兄がメンバーに加わり、インディーズ盤のリリースなどの活動を続ける。
2005年4月に上京し、南青山のライブハウス・レッドシューズで2ヶ月に1度開催されるイベント「豚骨ロック」にレギュラー出演するなどの活動を始める。
2005年5月からCS放送・フジテレビ721『ELVIS』携帯サイトにて着うた6ヶ月連続1位、2006年2月にフジテレビ『69☆TRIBE』携帯サイトで着うた初登場第3位を獲得する。
2006年10月にバンド名を現在の名前に改名。2007年、アップフロントワークスよりシングル「よかろうもん」でメジャーデビュー。
2008年、ニンテンドーDSゲーム・イナズマイレブンの専属主題歌を担当するにあたって、ラッキィ池田らと8人組パフォーマンスユニットT-Pistonz（現：T-Pistonz+KMC）を結成する。
2009年5月公式ページにて豚骨ピストンズとしての活動を停止しT-Pistonzとしての活動に専念すると報告。
2021年活動再開。

## メンバー
- 豚兄（とんにい、1979年3月2日 - ）ボーカル。ヒロシの兄
- ヒロシドビシャス（ひろし、（1981年5月17日 - ）ベース・ボーカル・作詞・作曲
- 三代目六三亭英二（えいちゃん、1982年1月18日 - ）ギター
- ピストンホリ（ほりちゃん、1982年2月20日 - ）ドラム

## ディスコグラフィー

### シングル
1. よかろうもん（2007年3月21日）hachama
  1. よかろうもん
  2. ジェットコースター
  3. よかろうもん(Instrumental)
  4. ジェットコースター(Instrumental)
2. とりあえず生（2007年7月18日）SPREE RECORDS（九州限定シングル）
  1. とりあえず生
  2. 三振かホームラン
  3. とりあえず生(Instrumental)
  4. 三振かホームラン(Instrumental)
3. 好いとうばい／メリクリアケオメ（2007年11月21日）hachama
  1. 好いとうばい（九州朝日放送「ドォーモ」2007年11月エンディングテーマ）
  2. メリクリアケオメ
  3. 好いとうばい(Instrumental)
  4. メリクリアケオメ(Instrumental)

## ラジオ番組
- FIVE STARS（2007年10月-、Inter FM、金曜日担当）（豚兄）
  - 2007年10月-2008年6月は、月曜日の担当であった。
- トンコツRADIO（2008年4月 - 、NHK福岡放送局制作）豚兄が守本奈実とDJ

## 企業とのコラボレーション
2007年、タイトプロ（アップフロントグループ）・Q-Pro（@九州）・電通などが中心となり、「九州」から生まれるコンテンツに特化し、発信するプロジェクト「豚骨ロック製作委員会」が発足。その第一弾アーティストとして、九州出身の新人ロックバンド「豚骨ピストンズ」が選出され、メジャーデビュー曲「よかろうもん」のリリースと、日清食品より発売される同名のカップめんとタイアップして、カップめん&CD同時リリースという、史上初のコラボを実現させる。